# Jacques Piccard
Jacques Piccard (28. juli 1922 – 1. november 2008) var en schweizisk opdagelserejsende og oceanograf, kendt for at have udviklet undervandsfartøjer, som blev brugt til at studere havstrømmene. Han er sammen med Don Walsh den eneste (pr. 2008), der har nået det dybeste punkt på jordens overflade, Challengerdybet i Marianergraven.
Jacques Piccard blev født i Bruxelles, Belgien, som søn af Auguste Piccard, der var fysiker.
Den 23. januar 1960 nåede Jacques Piccard og Don Walsh havbunden i Challengerdybet. Dybden blev målt til 10.916 meter, som ved senere opmålinger er korrigeret til 10.911 meter. Dykningen til bunden tog næsten fem timer, og de to mænd tilbragte mindre end tyve minutter, før de på 3 timer og 15 minutter igen nåede overfladen.